# Club Atlético Progreso
Der Club Atlético Progreso, kurz Progreso, (Spitzname: Gaucho del Pantanoso) ist ein Sportverein aus Montevideo in Uruguay. 

## Geschichte

### Von der Gründung bis zum zweiten Erstligaaufstieg
Die Ursprünge des Vereins lagen 1914 im Conventillo Balaro. Die Mannschaft spielte bis 1917 zunächst in der Liga Nacional. Das erste Spielfeld befand sich nahe dem Ufer des Arroyo Miguelete. Zunächst spielte man in gelben, vertikal gestreiften Trikots. Zu den Führungsfiguren in der Leitung des Klubs zählte seinerzeit mit José Vázquez der Großvater des späteren Staatspräsidenten Tabaré Vázquez. Der Verein wurde schließlich offiziell am 30. April 1917 im Stadtviertel La Teja gegründet. Beteiligt waren daran unter anderem Angehörige der Steinmetz-Gewerkschaft. Erster Vereinspräsident war Héctor Verdesio. Der Vereinsname ist zum einen auf die gleichnamige Straße (Calle Progreso), die heute als Verlängerung der Calle Leonardo Olivera die Calle Carlos María Ramírez kreuzt, zurückzuführen. Zum anderen gehörte das Fortschrittskonzept (Progreso ist das spanische Wort für ‚Fortschritt‘) zum Glossar der anarchistischen Bewegung, aus der ebenfalls ein Teil der Gründungsmitglieder stammte und die damit ihrem Wunsch nach ebendiesem Fortschritt Ausdruck verleihen wollten. Ab 1918 nahm die Mannschaft Progresos nach dem Eintritt in die Asociación Uruguaya de Fútbol (AUF) am Spielbetrieb der Divisional Tercera Extra teil. Zu jener Zeit griff man auf weiß-rote Trikots zurück. Die erste offizielle Partie war ein Auswärtsspiel gegen den Club Maroñas am 26. Mai 1918, das auf dem Spielfeld des Club Manchester ausgetragen wurde und 2:0 endete. Im ersten Heimspiel am 7. Juli jenes Jahres, das auf dem damals als Parque de las Arenas bezeichneten Gelände stattfand, auf dem heute die Escuela 170 (Escuela A.N.C.A.P.) ansässig ist, besiegte man in La Teja den Club Constitución mit 3:2.
Während der Phase der Spaltung der Organisationsstruktur im uruguayischen Fußball, dem sogenannten Schisma, gehörte Progreso 1922 zu den Vereinen, die sich der Federación Uruguaya de Football anschlossen. Sodann spielte man in der Divisional Intermedia. Im Jahr 1926 erhielt der Klub das im Eigentum der Administración Nacional de Puertos stehende, zwischen den Straßen Emilio Romero und Concordia gelegene Areal, auf dem sich der heutige Parque Abraham Paladino befindet. Ab dem Folgejahr wechselte die Mannschaft zu der heutigen Trikotgestaltung eines rotgestreiften, gelben Hemdes. In den Jahren 1938 und 1938 gewann man zweimal hintereinander die Meisterschaft der Intermedia. Man nahm in beiden Jahren an der Erstliga-Aufstiegsrelegation teil, scheiterte jedoch 1938 am Liverpool FC und 1939 an Bella Vista. 1942 feierte Progreso mit einem 2:1-Sieg über Misiones sein Debüt in der Segunda División. 1945 folgte dann auch der Meistertitel in der Segunda División. Die anschließende Erstligazugehörigkeit währte jedoch nur eine Saison. Im Jahr 1946, als unter anderem Pedro "Cañonero" Young der Mannschaft angehörte, debütierte man in der höchsten Spielklasse mit einer 2:3-Heimniederlage gegen die Rampla Juniors. Man beendete die Spielzeit mit lediglich neun Punkten auf dem zehnten und somit letzten Tabellenplatz. Dies hatte den direkten Wiederabstieg zur Folge. 1956 gewann man im Finale gegen den Club Tellier die Meisterschaft der Intermedia und wiederholte den Titelgewinn im Jahre 1963. Nachdem man 1975 in der nun als Primera "C" bezeichneten Liga eine weitere Meisterschaft durch einen Sieg am letzten Spieltag gegen den Club El Puente folgen ließ und 1978 auf dieser Ligaebene zum sechsten Mal den Titel gewann, durfte man aufgrund der sechs gewonnenen Titel als erster Klub Uruguays den Pokal dauerhaft behalten. Es folgte abermals der Zweitligatitel im Jahr 1979. Diesen gewann man in den Finals gegen Miramar, wobei das zweite Spiel vor mehr als 11.000 Zuschauern im Estadio Centenario stattfand. 1970 hatte man zudem bereits zum dritten Mal in der Vereinsgeschichte nach 1938 und 1939 – letztlich allerdings als Gruppendritter erfolglos – in der Relegation um den Aufstieg mitgespielt. Ab 1979 übte überdies Tabaré Vázquez, späterer Staatspräsident Uruguays, die Funktion des Vereins-Präsidenten aus. Mit dem nun errungenen Meistertitel kehrte man aber an der Seite von Mitaufsteiger Miramar Misiones in die Primera División zurück. Bis 1985 rangierte man dabei in der Jahresabschlusstabelle jeweils meist im unteren Mittelfeld der Tabelle. In den Jahren 1983 und 1985 erreichte die Mannschaft mit Rang 6 die bis dahin beste Platzierung des Vereins in der höchsten Spielklasse. 1985 entschied die Mannschaft Progresos das Torneo Competencia zu ihren Gunsten. Trainer war in jenem Jahr Roberto Fleitas.

### Internationaler Wettbewerb und Gewinn der Landesmeisterschaft
Im Folgejahr qualifizierte man sich erstmals – wieder als Liga-Sechster – für die Copa Libertadores. Im Folgejahr erreichte man erneut die Qualifikation für diesen Wettbewerb. Nachdem man das Jahr 1988 noch als 13. und somit Tabellenletzter abgeschlossen hatte, gelang 1989 mit dem Gewinn der Meisterschaft der bis heute größte Erfolg in der Vereinsgeschichte.
Der von Saúl Rivero trainierten Meistermannschaft gehörten neben dem Führungsspieler Pedro Catalino Pedrucci unter anderem die Spieler Fernando "Tajo" Silva, Próspero Silva Leonardo Ramos, Leonel Rocco, Jonnhy Miqueiro, Víctor Silva, Eduardo "Bemba" Acosta, Luis Berger und William Gutierrez an.
Im Folgejahr startete man zum dritten Mal im internationalen Wettbewerb in der Copa Libertadores und erreichte die 2. Runde. In den Spielzeiten nach dem Meisterschaftsgewinn blieb der Erfolg aus und man belegte lediglich die Plätze 11, 12 und 9. Erst 1993 platzierte man sich wieder als Fünfter im oberen Tabellenbereich. 1994 sicherte man als Tabellenvorletzter nur knapp den Klassenerhalt. Auch 1995 ließ man am Saisonende nur Basáñez hinter sich. Dies hatte den zweiten Erstligaabstieg zur Folge. Nach dem durch einen 3:1-Sieg gegen El Tanque Sisley 2001 sichergestellten Wiederaufstieg landete man im Torneo Clasificatorio abgeschlagen ohne Sieg und mit lediglich fünf erreichten Unentschieden am Tabellenende und stieg nach einem letzten Platz im Torneo Permanencia 2002 umgehend wieder ab.
2006 wurde der Klub abermals Zweitligameister und stieg in die Primera División auf. Zu den Spielern des Aufstiegsteams zählten Héctor Búrguez, Denis Manzzi; Rodrigo Gómez, Luis Almada, Julio Ramírez, Gustavo Flores, Héber Méndez; Sergio Silvera, Darío Larrosa, Mario Piñeyro, Marcelo Alexandrovicius, Danilo Asconeguy, Agustín Márquez, Cristian Yaguno, Jorge Díaz, Claudio Pasadi, Juan Rottondo Wilson Martirena, Néstor Silva, Ignacio Palermo und Francisco Salomón. Als Trainer zeichnete dabei erneut Meistertrainer Saúl Rivero verantwortlich. Dort belegte Progreso in der Folgesaison 2006/2007 den 13. Rang im Abschlussklassement. Dies hatte zwei Relegationsspiele gegen den Tabellen-14. Rocha FC um den Klassenerhalt zur Folge, die die seinerzeit von Ildo Maneiro trainierte Mannschaft gewann. In der Folgesaison 2007/2008 war der Abstieg jedoch nicht mehr zu verhindern, nachdem man die Spielzeit auf Platz 14 der Tabelle beendet hatte. Die Regularien hinsichtlich des Abstiegs sahen nach jener Saison vor, dass die beiden Spielzeiten 2006/07 und 2007/08 zu einer Gesamttabelle zusammengefasst wurden und die im Ranking an den letzten drei Positionen befindlichen Teams abstiegen. In jener Tabelle bildete Progreso das Tabellenschlusslicht. In der Saison 2009/2010 trat der Verein in der Segunda División an und belegte in der Abschlusstabelle den 7. Platz. Nachdem der Verein in der Spielzeit 2010/2011 aus finanziellen Gründen vom Spielbetrieb ausgeschlossen war, gelang der nun von Trainer Leonardo Ramos betreuten Mannschaft in der Folgesaison nach den beiden absolvierten Finalspielen (Hinspiel: 3:1-Sieg, Rückspiel: 2:0-Niederlage) gegen Huracán del Paso de la Arena am 30. Juni 2012 der Aufstieg in die Primera División zur Saison 2012/13. Dort verweilte man aber nur für ein einjähriges Gastspiel und trat nach einem 15. Platz in der Saisonabschlusstabelle aufgrund der vorletzten Position, die man ebenfalls in der Abstiegswertung einnahm, den Gang zurück in die Zweitklassigkeit an. Auch in der Segunda División belegt man nach Abschluss der Apertura 2013 lediglich den zwölften und somit drittletzten Tabellenplatz. Trainer seit Saisonbeginn 2013/14 ist Santiago Paz.

## Erfolge

### Senioren
- 1× Uruguayischer Meister: 1989
- 3× Meister der Segunda División: 1945, 1979 und 2006
- 1× Gewinn des Torneo Competencia: 1985
- 3× Teilnahme an der Copa Libertadores: 1990 2. Runde erreicht
- 4× Meister der Intermedia: 1938, 1939, 1956 und 1963
- 2× Meister der Primera C: 1975 und 1978

### Junioren
- Meister der Sexta-B: 1996[21]

## Trainerhistorie
- 1987: Walter Róque
- 1989: Saúl Rivero
- 1994: Saúl Rivero
- 1999: Saúl Rivero
- mind. Mai 2001: Gerardo Pilas[22]
- 2006 bis 2007: Saúl Rivero
- Saison 2006/07: Ildo Maneiro
- Raúl Möller
- August 2011 bis Ende Dezember 2012: Leonardo Ramos[23][24]
- 4. Januar 2013[25] – April 2013: Carlos Rodao
- 28. April 2013 – ?: Carlos Barcos (Co-Trainer: Néstor Blanco)[26]
- August 2013 – April 2014: Santiago Paz[27]
- April 2014 bis November 2014: Juan Duarte
- Dezember 2015 bis Juni 2016: Juan Duarte[28]
- seit Juli 2016: Gabriel Añón[29]

## Präsidenten
- 1917–1918: Héctor Verdesio
- 1920: Ignacio Reyes Molné
- 1926–1929: Ovidio Carrica
- 1930: Esteban Etcheberry
- 1935: Abraham Paladino
- 1938–1944: Víctor Chalá
- 1945–1946: Juan Antonio Giribaldi
- 1947–1948: Pedro Yanuzzi
- 1949: Francisco Giordano
- 1950: Raúl Llorens
- 1951: Juan Antonio Giribaldi
- 1952: Juan Pablo Flores
- 1953–1954: José Villaba
- 1955: José Pablo Flores
- 1956–1959: José Ramón Pereira
- 1960–1961: Luis Vidal Zaglio
- 1962: Alberto Benítez
- 1963: Luis Vidal Besas
- 1964–1965: Alberto Benítez
- 1966–1967: Fernando Martínez Arnay
- 1968: Luis Vidal Zaglio
- 1969: Hugo Carrica
- 1970–1972: Ángel Garazza
- 1973–1974: Luis Vidal Zaglio
- 1975–1977: Ángel Garazza
- 1978: Martín Aparikián
- 1979–1989: Tabaré Vázquez
- 1990: Nelson Hermida (interim)
- 1991–1998: Daniel Marsicano
- 1999–2000: Raúl Figuerola
- 2001–2002: Daniel Serratto
- 2003–2005: Miguel Machado
- 2006–2010: Gabriel Franco
- 2011–: Eusebio Javier

## Bekannte ehemalige Spieler
- Nestor Fabián Canobbio
- Hugo Maradona
- Waldemar Victorino
- Luis Barbat
- César Vega
- Claudio Elías
- Walter Pandiani
- Andrés Martínez
- Yoshika Matsubara

## Sonstiges
Der Verein bietet auch weiteren Sportarten eine Heimat. Dies sind Futsal, Taekwondo, Boxen, Radsport und Boccia. Im Fußballbereich gibt es zudem eine baby-fútbol-Abteilung und diverse Jugendmannschaften.